# 1999 في كرواتيا
فيما يلي قوائم الأحداث التي وقعت خلال عام 1999 في كرواتيا.

## سياسة

### انتهاء فترة المنصب
- 10 ديسمبر – فرانيو تودجمان رئيس كرواتيا.

## رياضة
- 26 مايو – الدوري الكرواتي الممتاز 1998–99 الفائز دينامو زغرب.
- 30 مايو – كأس كرواتيا 1998–99 الفائز نادي أوسييك.

## مواليد

### سبتمبر
- 22 سبتمبر – ليا بوشكوفيتش

### ديسمبر
- 10 ديسمبر – فرانيو تودجمان (مواليد 1922)